# 인권

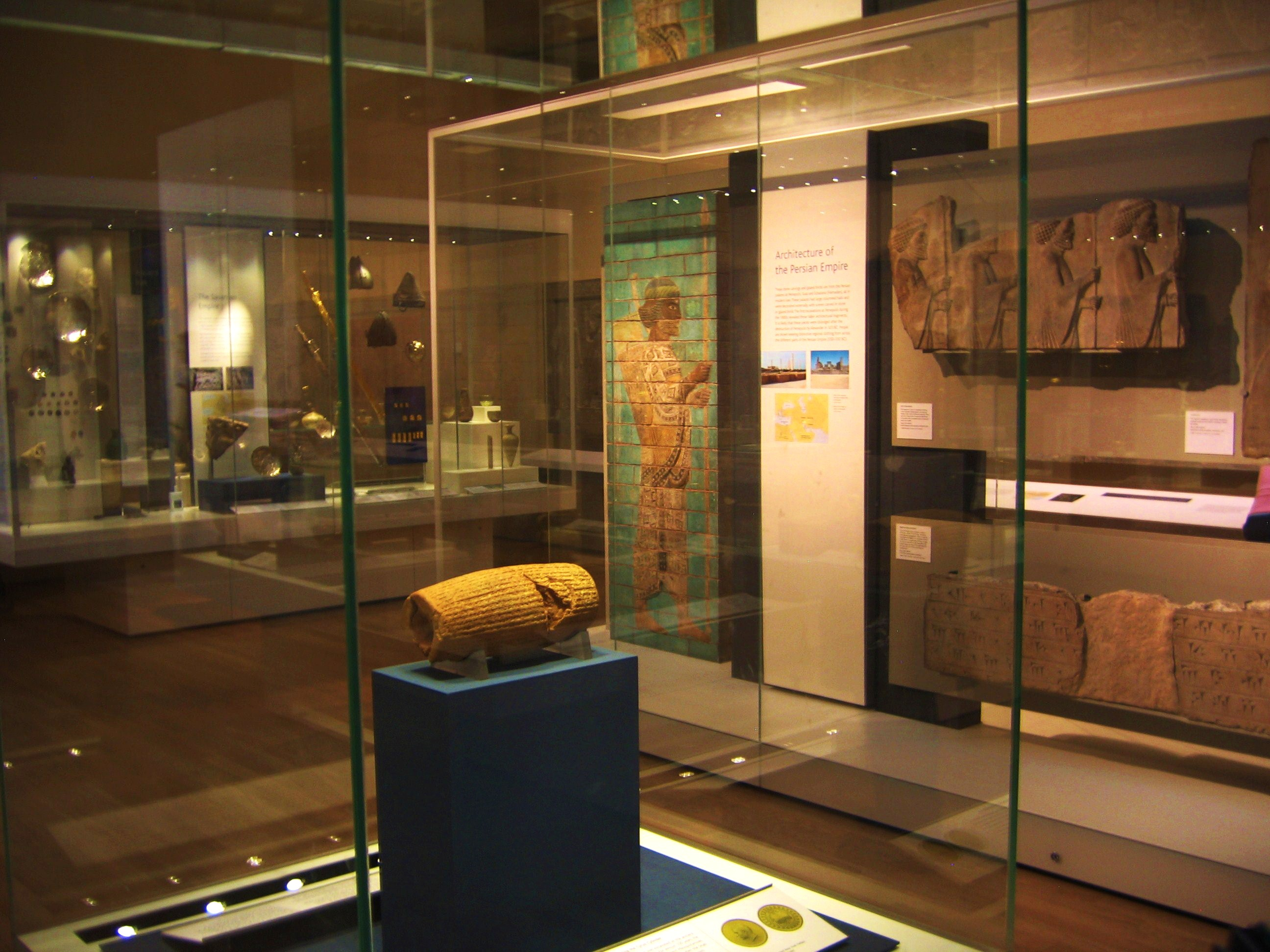
세계 최초의 인권 원형통인 'Cyrus the great cylinder'

인권 은 보편적이고 절대적인 인간의 권리 및 지위와 자격을 의미하는 개념이다. 즉, 인권은 사람은 사람답게 살 수 있는 권리가 있다는 생각이며, 법의 관할 지역이나 민족이나 국적 등 지역적인 변수나, 나이에 관계없이 적용되는 보편성을 지닌다고 정의된다.
인권의 본질과 정당성 그리고 그 내용 자체는 오늘날 철학과 정치학에서 열띤 논쟁의 대상이 되었다. 그러나 인권은 보편적으로 국제법과 국제규약에 정의되어 있으며 수많은 국가들의 국내법에도 규정되어 있다. 그러나 많은 인간 사회의 특수한 배경속에서 인권이 정의되는 구체적 표현은 다양하며 문명권에 따라 다르게 나타날 수 있다. 특히 인권의 정의에서 '권리'나 '인간'이라는 개념의 범위에 대해서도 논쟁이 끊이지 않으며, 그 해석이 체제나 사람에 따라 달라 법제와 의견의 차가 발생하여 있다.

## 개요
주권 국가에 있어서 "인권"은 정부의 일방적 권력 남용과 억압에 대항하여 인간이 요구할 수 있고 보호, 보장을 받을 수 있는 보편적 권리를 일컫는다. 이는 사람이 사람답게 존엄한 생활을 영위할 수 있는 권리, 개인의 자유와 평등, 독립성의 보장, 또 인류의 이익에 정부의 권한 행사가 부합할 책무 등을 뜻한다. 또한 이는 보편적이므로 모든 인간에게 구분 없이 적용된다.
이러한 권리들은 일반적으로 생명권리, 적절한 삶의 수준을 보장받을 권리, 고문을 비롯한 부당한 처우에 대한 보호, 사상과 언론 및 표현의 자유, 이동의 자유, 자기 결정의 권리, 교육에 관한 권리, 그리고 정치, 문화에 참여하고 향유할 권리 등을 포함한다. 이러한 규칙들은 유엔 회원 국가들의 국제법적, 정치적 결정에 근거하고 있으며 '국제 인권 기구'들에 의해서 보장되고 발효된다. 특수한 전시의 경우 인권은 이른바 타협 불가능한 인권(생명을 보호받을 권리, 포로 지위에서 해방될 권리, 고문으로부터 보호받을 권리와 신규 범죄법을 소급 적용받지 않을 권리)을 제외하고 제한받거나 축소될 수 있다. 전시에 권리는 대부분 '국제 인도주의 법' 을 따른다.

## 역사
인권, 곧 사람은 사람답게 살 권리가 있다는 생각의 뿌리는 멀리 고대로까지 소급될 수 있으나, 과거에는 보편적 인권의 개념이 희박하였던 것이 일반적이다. 주로 현대적 인권의 개념은 자연법 사상에 의거한 자연권의 관념에서 시작하여 프랑스 혁명 등에 따른 인권의 보편성 개념의 형성 이후 발전한 것이라고 분석된다.

### 자연법 사상
17세기와 18세기에 서유럽에서 본격적으로 형성된 인권이라는 개념 자체가 자연법에 의거한 자연권이라는 관념에서 나왔다.
자연법 사상 또는 자연법 이론은 기본적으로 실정법을 거부할 때, 즉 영국왕에 대해 반란을 일으킨 아메리카 식민지 사람들의 반란의 근거로 사용되는 데 쓰였다. 다시 말해 기존 권력에 대항해 투쟁할 때 쓰인 것으로 사용되었다. 이러한 혁명이나 반란이 일어날 경우, 반란세력의 자연법과 기존 권력의 실정법은 서로 대립되는 관계였다.
이것은 다시, 국가의 인권탄압에 대해 개인이 맞서 싸울 때에도 사용되었다. 즉, 국가가 헌법과 법률을 근거로 개인의 권리를 제한할 경우에, 개인은 자연법을 근거로 이에 대항해 소송이나 기타 저항을 한다. 즉, 기존 권력이 실정법을 근거로 탄압을 가할 때, 당하는 사람은 자연법을 근거로 저항한다. 이러한 피탄압자의 자연법 논거를 미국 연방 대법원은 적법절차원리로 인정해 주고 있다. 오늘날 자연법 사상은 세계인권선언과 헌법 속에서 불가침적 불가양적 절대적 천부인권 또는 자연권 등의 이름으로 수렴, 인정되고 있다. 인권은 법적 권리뿐 아니라 법 이전의 자연권을 포괄한다. 그러나 어떤 학자들은 공익적인 사회 정의에 반하는 사적 권리를 모두 인권으로 볼 수는 없다는 점에 주목하여야 한다고 주장한다.

### 현대적 인권 개념의 발생
많은 학자들은 현대적 개념으로서의 인권 개념이 근대의 프랑스 혁명의 성공으로 탄생했다고 본다. 과거 봉건 시대의 인간 대다수는 신분제의 족쇄에 얽매여 있는 등 보편적 자유의 개념 자체가 희박했던 만큼 모든 인간이 동등한 가치와 권리를 가진다는 사상은 성립할 수 없었다. 그런데 이후 발생한 프랑스 혁명은 불평등한 사회 모순을 혁파하고〈자유, 평등, 박애〉라는 이념을 전 세계에 전파하는 계기로 되었는데, 이는 세계인권선언 제1조에 그대로 '인간은 태어날 때부터 자유롭고 평등하며, 인류는 서로 '형제애'로 서로를 대해야 한다고 각인된 것에서 잘 드러난다. 이 때문에 프랑스 혁명을 다른 변화들과 비교하여 제1차 인권혁명이라고도 한다. 한계점은 있었으나 최초로 보편적 인권의 가치를 천명한 프랑스 혁명의 역사에 따라 지금도 선진국들에서는 저항권을 명시하고 있다.
그럼에도 인권의 진화가 끝난 것이 아니었다. 1968년의 세계적인 68 혁명의 성과로 여성과 학생, 아이, 소수자, 이주민 등이 비로소 인권의 주체로 부각되었다(3차인권혁명). 강자와 남성중심주의가 지배한 역사는 이때부터 본격적으로 사그라들기 시작한다. 그리고 인권의 요체인 평등권의 내용이 더욱 강화되었다. 단지 법 앞의 평등이나 기회의 평등이 아니라 전면적 사회보장제도의 확충으로 상당한 수준의 결과적 대우의 평등을 실현하게 되었고, 사회를 운영하고 인간과 집단을 둘러싼 관계를 형성하고 조율하는 방식 등 모든 영역에 있어 평등원칙이 적용되었다. 또한 프랑스혁명의 우애 정신의 구체적 발현은 괄목할만한 진보이다. 자유와 평등권은 개인에 초점이 놓이지만 우애는 상대가 전제된 연대와 결속의 욕구이자 권리이다. 인간은 사회적 존재이면서도 오늘날 파편화되고 원자화되어 소외와 상실감으로 신음하고 있다. 우애와 연대 정신이 사회적 인권 차원에서 중시될 수밖에 없는 이유다.
인권의식의 발전을 시대의 흐름에 따라 단계적으로 분류하려는 '인권 3세대론'에 의하면 인권의 개념은 크게 다음과 같이 발생하였다.
- 1세대 인권 (자유권적 인권) : 자유권, 사상의 자유, 양심의 자유, 종교의 자유, 선거권
- 2세대 인권 (사회권적 인권) : 노동권, 적절한 생활 수준을 누릴 권리(의식주와 의료 등), 교육권
- 3세대 인권 (집단권 또는 발전권) : 평화권, 인도주의적 재난 구제를 받을 권리, 지속 가능한 환경에 대한 권리

1세대의 자유권적 인권은 모든 인간이 자유의 권리를 지니고 이것이 침해될 수 없다는 것을 의미하며, 일반적으로 현대의 많은 국가들의 헌법 따위에 명시되어 있다. 2세대의 사회적 인권은 국가, 사회 속에서 살아가는 인간으로서의 인권이 보장되어야 한다는 개념이며 사회의 책임론과도 관련이 있다. 3세대 인권은 보편적 인권의 항구적 존립을 위하여 평화와 생태의 지속을 추구하여야 한다는 사상이다.
대한민국 헌법에는 "모든 국민은 인간으로서의 존엄과 가치를 가지며, 행복을 추구할 권리를 가진다. 국가는 개인이 가지는 불가침의 기본적 인권을 확인하고 이를 보장할 의무를 진다."라고 명시되어 있다. 이는 독일법에서 유래된 것으로, 1919년 독일에서 노동자 계급과 부르주아지가 타협하여 탄생시킨 바이마르 헌법을 그대로 옮긴 것이다. 1차 인권혁명은 법적, 정치적 권리의 보장에 치중했다면 2차 인권혁명은 보편적, 경제적 권리의 보장과 복지사회의 구현이 핵심이다. 제2차세계대전이 끝난 후, 국민소득 5~6천불 단계에서 유럽 대부분의 국가들은 무상교육과 무상의료를 비롯한 여러 복지제도를 시행함으로써 인간의 존엄과 평등권적 인권의 보장을 실천하였다.
한편, 미래의 '4차인권혁명'에는 세계적인 통합으로 나아가려는 세계주의와, 자연과 인간의 평등을 기초로 한 생태주의가 급부상할 것이라고 예측하는 학자들이 있다. 평화학자 요한 갈퉁은 인권혁명을 알기 쉽게 칼러코드화하여 1차인권혁명은 청색혁명, 2차는 적색혁명, 3차는 녹색혁명이라 칭했다.

## 기본적인 인권들

### 생명권
생명권은 생명의 가치를 존중받을 권리이다. 아울러 생명권에 대해 폭넓게 주장한 철학자로는 찰스 테일러 등이 있다. 흔히 해석되길 인간이라는 개념은 우선적으로 살아있음에 기초하므로 생명권은 인간의 모든 권리의 존재의 기반, 기초가 된다.
한국 헌법의 기초가 되는 독일 헌법과 일본국 헌법에서는 생명권을 보편적 권리로 존중하고 있으며, 특히 현대의 독일 헌법에서는 생명권을 모든 인간적 권리의 기초로 명시하며 절대 침해될 수 없음을 나타내고 있다. 이는 국가가 한국에서도 헌법재판소에서 생명권을 사람이라면 누구나 존중되어야 할 권리로 존중하고 있다. 알베르트 슈바이처도 자서전이자 사상서인 《나의 생애와 사상》에서, 모든 생명은 거룩한 것으로 희생되어도 될 생명은 없다는 생명경외사상을 주장하였다.
전쟁과 이에 따른 학살 등의 대규모 폭력에 반대하는 평화주의, 사고로 사람이 다치거나 죽는 일을 최소화하려는 산업안전 의식, 사형제 반대운동, 낙태 반대운동 등은 생명권 사상에 근거한다.

### 자유권
자유권은 모든 인간이 자유를 지니고 행사할 수 있는 권리를 의미하며, 보통 모든 인권 의논의 근본이자 기반이 된다. 생명권이 포함되기도 하며 신체의 자유, 표현의 자유, 사상의 자유, 정보의 자유 등으로 다양하게 해석되어 있다.

### 평등권 및 사회권
인종, 종교, 성별, 정치·사회적 신념 및 양심, 나이, 국적, 장애, 빈부, 사회적 신분, 출신지역, 용모 등 신체조건, 혼인 여부, 임신 또는 출산, 가족 형태 또는 가족상황, 피부색, 형의 효력이 실효된 전과, 학력, 병력 등으로 인해 정치, 경제, 사회, 문화를 비롯해 고용 및 재화 등의 영역에 있어서 부당한 차별을 받지 않을 권리이다. 이를 위해서는 차별의 뿌리가 되는 고정관념, 편견이 극복되어야 한다. 과거 남아공과 미국에서는 흑인들이 인종차별이라는 구조적 악의 수혜자인 백인들에 의해 거주이전의 자유, 직업선택의 자유, 교통수단 이용의 권리들을 인정받지 못했다.
사회권(생존권)은 모든 인간이 기본적인 의식주를 누릴 수 있다는 개념인데, 이를 위하여 현대에는 복지국가나 연대임금제와 같은 새로운 정치적 설계가 등장하였다. 스웨덴노총(LO)에서는 연대와 평등이라는 사회민주주의 신념을 실천하기 위해, 동일가치노동 동일임금을 1952년에 시행했다. 이는 노동자들의 소득이 평등하지 못한 소득불평등을 줄이는 효과가 있었다. 한국에서는 2017년 기준으로 공공부문 정규직과 무기계약직 간의 소득불평등 정도가 월급금액 100:61, 동일가치노동을 하는 경우가 51%, 1년 임금 금액 6400만원:3000만원으로 나타났으므로, 동일가치노동 동일임금 등으로써 차별을 줄이는 정책이 필요하다는 주장이 있다. 영국에서는 경제학자 찰스 비버리지가 비버리지 보고서를 작성하여, 완전고용, 무상의료(NHIS), 아동수당, 실업수당 등으로써 국민들이 최저생계는 유지할 수 있도록 복지국가를 설계했다.  사회민주주의 정당인 영국 노동당에서 복지국가를 이끌었으며, 그 유명한 '요람에서 무덤까지'라는 말도 영국노동당에서 모든 국민들이 사람답게 살도록 해야 한다는 뜻으로 외친 구호이다.

#### 노동인권
노동인권은 노동자의 권리를 말한다. 노동자를 근로기준법에서는 자본가에게 노동을 제공하고 월급, 주급, 일당 등으로 경제적 보상을 받는 사람을 뜻한다고 말한다. 노동자들은 자본가를 상대로 투쟁하여 이익과 권리를 향상시켜왔는데, 이를 노동운동이라고 한다. 대한민국의 헌법 33조에서 노동자의 기본권리를 말하는데 이를 노동3권이라고도 한다.
단결권은 노동자가 권익을 주장하고 향상시키기 위하여 노동조합을 결성하여 활동할 권리이다. 한국에서는 1987년 노동자대투쟁으로써 노동자의 권익을 주장하고 투쟁하는 민주노조가 많이 만들어졌다. 근로기준법에서 정한 기본노동시간인 주 40시간을 넘는 노동에 대해 임금을 주는 시간외수당 등이 뿌리내리도록 함으로써 노동에 대한 대가를 받도록 한 변화도 그 결과이다. 노동자들의 대부분을 차지한 여성노동자들도 노동조합을 만들어 투쟁함으로써 처지를 바꾸어갔다.
'단체교섭권'은 노동자와 자본가가 교섭할 권리를 말한다. 이들의 교섭내용은 문서로 남겨지는데 이를 단체협약, 곧 노동자와 자본가 사이의 약속이라고 한다. 영국의 섬유노동자들이 기계를 부수는 단체행동으로써 자본가와 투쟁한 러다이트 운동을 경험하면서 자본가들은 어느 정도의 양보와 타협이 있어야 함을 깨달았고, 그래서 생긴 권리가 단체교섭권이다. 또한 '단체행동권'은 노동자가 권익을 주장하고 향상시키기 위해 파업, 태업 등을 실행할 수 있는 권리를 말한다. 노동시간 제한도 미국노동자들의 파업에 따른 것이며, 이를 기념하여 만들어진 날이 메이데이이다.

## 인권적 접근
인권론은 행위가 누군가의 도덕적 권리에 부정적 영향을 미치는가를 기준으로 윤리성을 결정하는 것으로 타인의 권리에 간섭하지 않는 소극적 권리와 타인의 권리 추구를 도울 의무가 있는 적극적 권리가 있다.
- 인권: 인간의 정당한 주장 혹은 권리
- 법적 권리: 법 체계에 의해 정의
- 도덕적 권리: 윤리 기준에 의해

- 목적: 타인의 간섭 없이 자신의 행동을 자유롭게 추구하도록 함
- 특징: 1) 타인의 권리 존중 2) 동등하게 행동할 권리 3) 개인의 행위에 대한 도덕적 정당성 4) 행동의 결과를 평가하는 입장을 배격 5) 사회가 아니라 개인의 입장에서 도덕적 권리 표현

두 종류의 권리
- 소극적 권리(Negative rights): 타인의 권리에 간섭하지 않음
- 적극적 권리(Positive rights):  타인의 권리 추구를 도울 의무 있음

## 같이 보기
- 동물권
- 자유
- 권리
- 세계 인권 선언
- 대한민국의 인권
- 도덕적 해이 (moral hazard)